# Acinipo
Acinipo, o Acinippo, fue una ciudad romana ubicada en el término municipal de Ronda, en la provincia de Málaga, España. Sus restos se localizan a 1000 metros sobre el nivel del mar, en una posición estratégica sobre una elevación del terreno de carácter calizo de origen terciario con tierras de gran fertilidad agrícola.

## Etimología
El topónimo Acinippo se compone de un primer elemento Acini y otro ippo, que significaba 'ciudad' en la lengua tartesia. Acini probablemente designaba a los habitantes del picacho, por lo que su significado originario habría sido la 'ciudad de los habitantes del picacho'. Sin embargo, la presencia de un racimo de uvas en monedas de Acinipo permite suponer que los romanos interpretaron acini en latín como 'granos de uva', de la misma manera que asociaron el nombre de Osuna (Urso) con el oso (ursus) que aparece en sus monedas.

## Historia
Ocupada desde el Neolítico, Acinipo ofrece muestras pertenecientes a la Edad del Cobre y a la del Bronce como han puesto de manifiesto una serie de cabañas circulares protohistóricas localizadas en las últimas excavaciones realizadas en la ciudad. A pesar de ello, el momento de mayor esplendor de la ciudad de Acinipo es sin duda la etapa romana sobre todo desde finales del siglo I, como puede deducirse de las grandes construcciones que en ella se encontraban. 
Su nombre aparece por primera vez como Acinippo en textos de Ptolomeo y Plinio el Viejo, así como en monedas, en una inscripción y en el concilio de Iliberri. También fue estudiado por eruditos del siglo XVI, como Lorenzo de Padilla, si bien sería en el siglo XVII cuando Fariña del Corral identifique en 1650 al teatro existente como romano. Ha sido conocida desde antiguo como Ronda la Vieja al considerarse como antiguo asentamiento de esta ciudad; la realidad es que ambas ciudades, Acinipo y Arunda, coexistieron en el tiempo. 
La ciudad decae a lo largo del siglo III; en el siglo IV este núcleo urbano pierde su importancia en la zona, pasando la hegemonía en el territorio más cercano a Arunda, la actual Ronda. Según las últimas investigaciones y el hallazgo en el yacimiento de restos cerámicos la ciudad pudo quedar deshabitada no antes del siglo VII.

## Restos arqueológicos

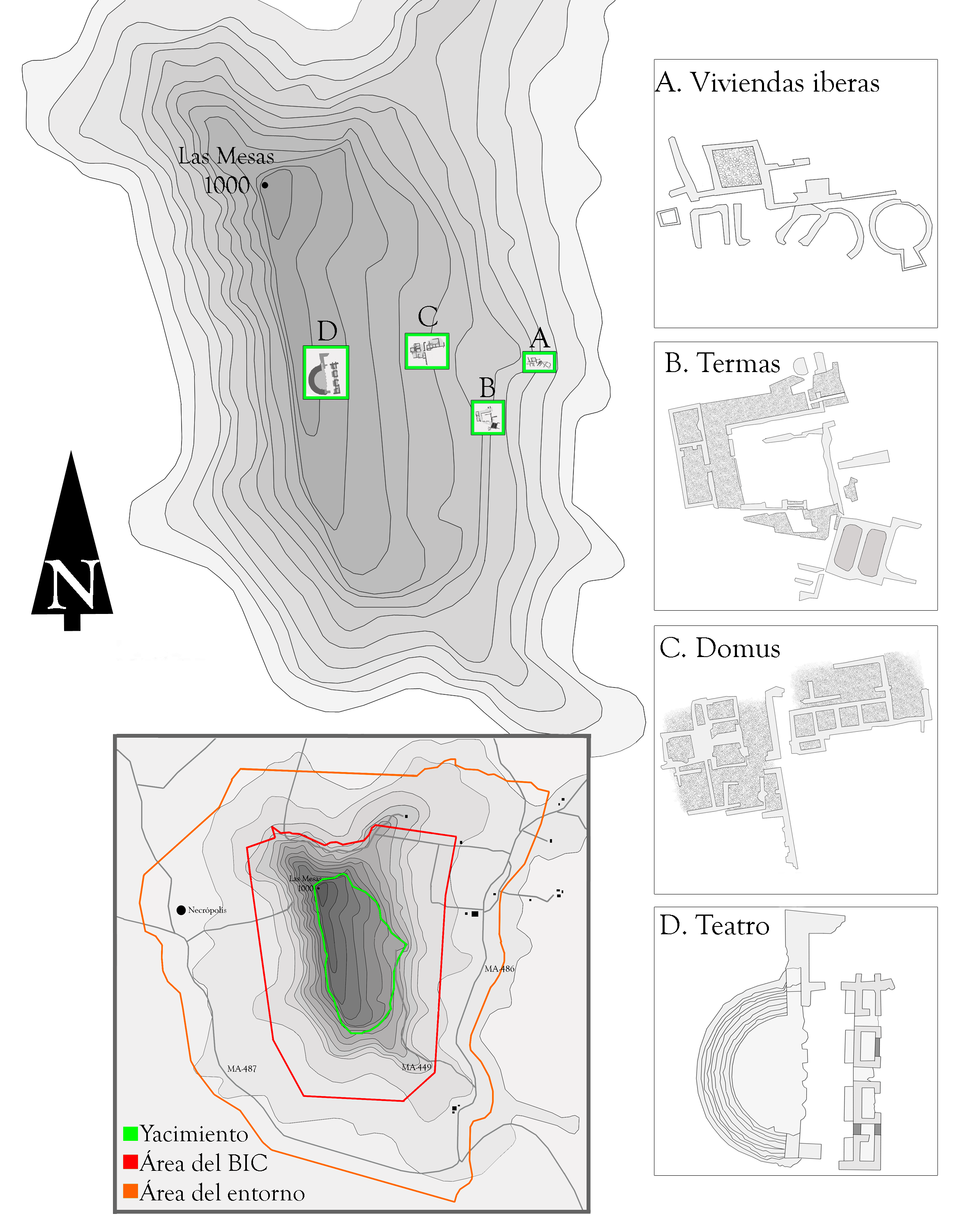
Plano del yacimiento

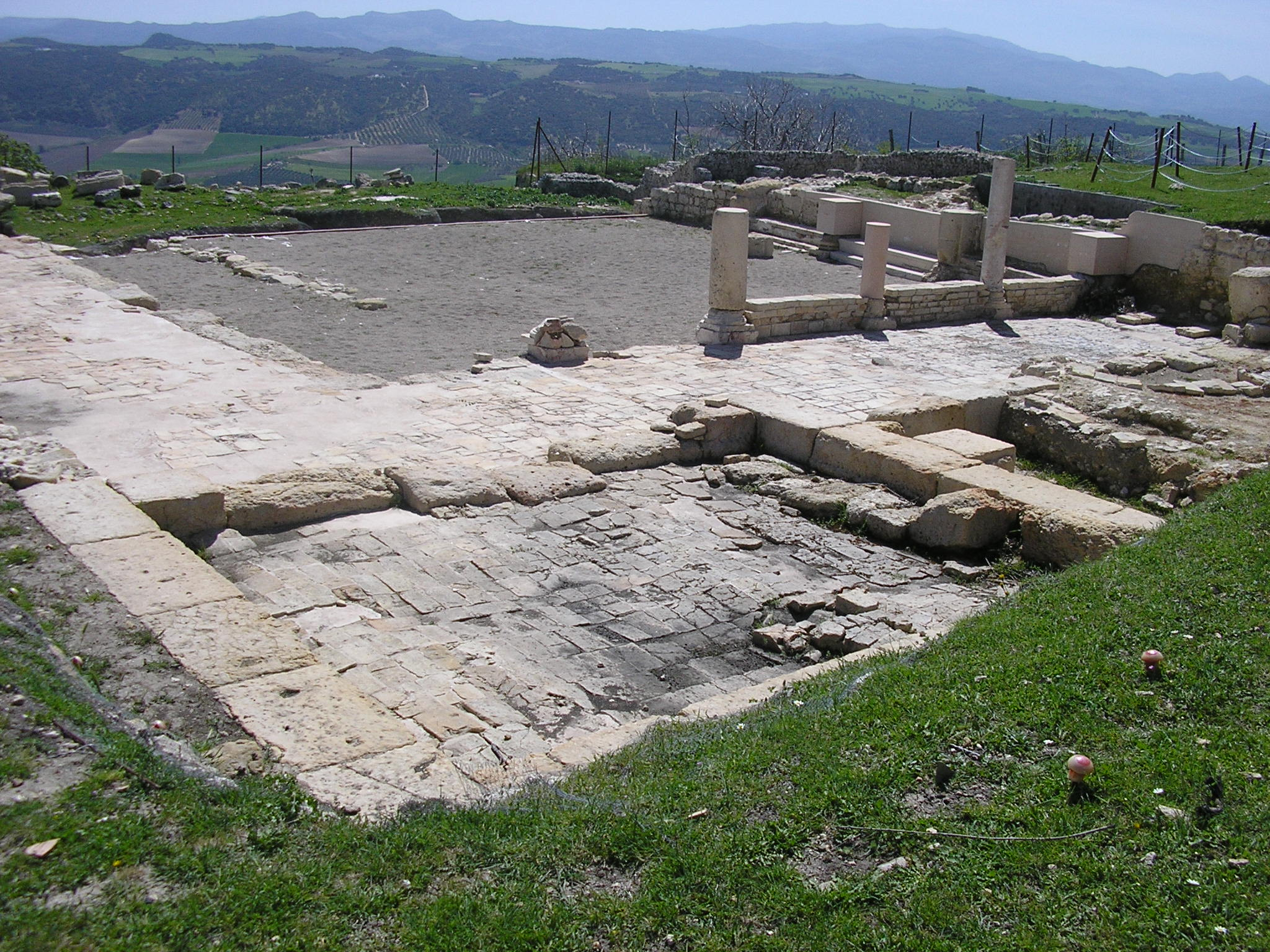
Termas

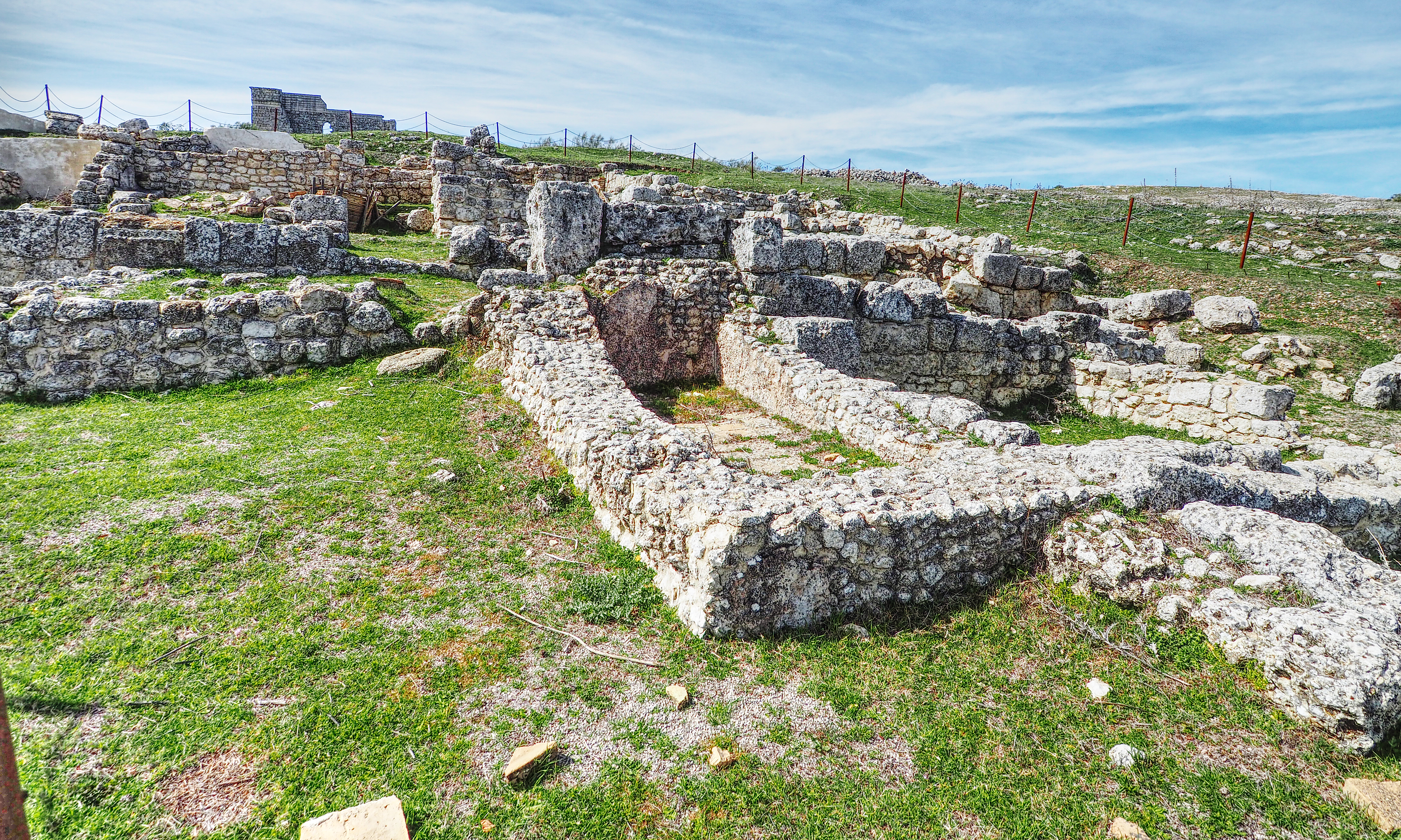
Domus

La ciudad está construida en una pronunciada pendiente que obligó a construir de forma escalonada todos los edificios de la ciudad.

### Teatro
El teatro de Acinipo es el elemento mejor conservado del yacimiento; esta construcción aprovecha la propia pendiente para el graderío, excavado directamente sobre la roca madre. La escena del teatro fue construida con los materiales resultantes de la construcción del graderío y se encuentra en pie en casi todo su alzado si bien los elementos arquitectónicos más representativos desaparecieron hace siglos. En su momento poseía dos vomitorios laterales para el acceso de público y un muro perimetral que no se conserva.

### Termas
Las termas, construidas en el siglo I a. C. se encuentran situadas en la parte baja de la ciudad, han sido parcialmente excavadas en los últimos años. Es posible observar caldarium, tepidarium y otras estancias así como varias conducciones de agua y elementos arquitectónicos tales como columnas.

### Muralla
Poseía una muralla en todo su perímetro de la que todavía es posible observar restos en superficie aunque se ignora su altura; de la mayor parte de las torres de planta circular que debió poseer se mantiene una pequeña parte de alzado observable también en superficie. La ciudad amurallada de Acinipo tenía el privilegio de acuñar monedas, hecho atestiguado por los numerosos hallazgos numismáticos.